# Kristaq Antoniu
Kristaq Antoniu (Rumänska: Cristache Antoniu; född 1907 i Bukarest, Kungariket Rumänien, död 1979), albansk-rumänsk tenor, baryton, och skådespelare.
Kristaq föddes i Bukarest och levde i Rumänien där han studerade vid Akademin för mimkonst i Bukarest. Sina första framträdanden gjorde han i några filmer vilket han fick beröm för. Han turnerade även runt Europa som konsertledare och operettsångare. Kristaq återvände till Albanien 1935 och inledde en intensiv tid i sitt artistliv, särskilt för sina tolkningar av arior ur klassiska operaföreställningar samt folksånger.